# تاريخ ترانسيلفانيا

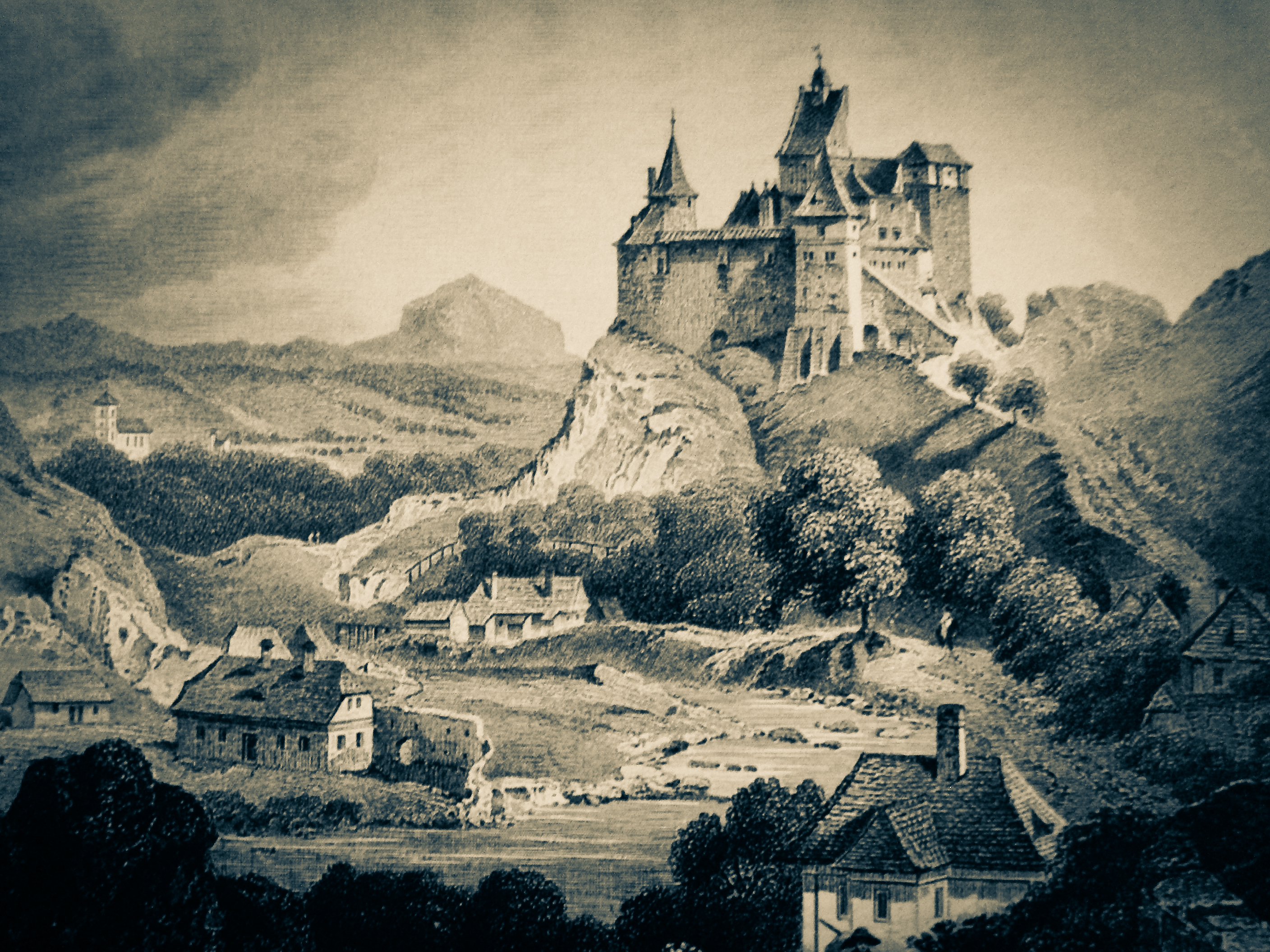

ترانسيلفانيا هي المنطقة التاريخية الواقعة في وسط وشمال غرب رومانيا. كانت ترانسيلفانيا جزءًا من المملكة الداقية (من القرن الثاني قبل الميلاد إلى القرن الثاني بعد الميلاد)، وداسيا الرومانية (من القرن الثاني إلى الثالث)، وإمبراطورية الهون (من القرن الرابع إلى الخامس)، ومملكة الغبيديون (من القرن الخامس إلى السادس)، وخاقانية الآفار (من القرن السادس إلى التاسع)، والإمبراطورية البلغارية الأولى في القرن التاسع. وفي نهاية القرن التاسع، غزا المجريون الجزء الغربي من ترانسيلفانيا، وأصبحت لاحقًا جزءًا من مملكة المجر الناشئة في عام 1000.
انضمت ترانسيلفانيا إلى المملكة المجرية الشرقية عقب معركة موهاج عام 1526، وصارت تُدعى إمارة ترانسيلفانيا. كانت ترانسيلفانيا ولاية تابعة للدولة العثمانية في القرنين السادس عشر والسابع عشر، ولكنها كانت خاضعة لولاية مزدوجة من قبل العثمانيين وآل هابسبورغ.
في عام 1690، تولت ملكية هابسبورغ حكم ترانسيلفانيا بأمر من الملك المجري. وفي عام 1711 توطدت سيطرة هابسبورغ على ترانسيلفانيا، واُستبدل أُمراء ترانسيلفانيا بحكام هابسبورغ الإمبراطوريين. تبدل وضع ترانسيلفانيا الخاص عقب التسوية النمسوية المجرية عام 1867، وضُمت إلى مملكة المجر (ترانسليثانيا) كجزء من الإمبراطورية النمساوية المجرية. وعقب الحرب العالمية الأولى صارت ترانسيلفانيا جزءًا من رومانيا. وفي عام 1940 عادت ترانسيلفانيا الشمالية إلى المجر إثر منحة فيينا الثانية، ولكنها عادت لرومانيا من جديد عقب انتهاء الحرب العالمية الثانية.
نظرًا لتاريخ تراسلفانيا المتقلب، يتسم سكانها بالتنوع الإثني، واللغوي، والثقافي، والديني. في الفترة 1437–1848، قُسمت السلطة السياسية على نبلاء المجر والبرجوازيين الألمان ومجالس السيكليس (جماعة إثنية مجرية). تألف سكان ترانسيلفانيا من الرومانيين، والمجريين (لا سيما السيكليس)، والألمان. يشكل الرومانيون أغلبية سكان ترانسيلفانيا، ولكن الأقليات الكبيرة (المجريون والغجر بصفة أساسية) لا تزال تحتفظ بتقاليدها. ورغم ذلك أصبحت علاقات الأغلبية بالأقليات محل خلاف دولي منذ حقبة جمهورية رومانيا الاشتراكية. هدأت تلك الخلافات (ولكن لم تتلاشى كليًا) عقب ثورة 1989 التي أعادت الديمقراطية إلى رومانيا. لا تزال ترانسيلفانيا تحتفظ بنسبة كبيرة من الأقلية الناطقة باللغة المجرية، ونصفهم تقريبًا ينتمون إلى إثنية السيكليس. يُشكل الألمان في ترانسيلفانيا (الذين يُعرفون بالساكسونيين) نسبة 1% من إجمالي السكان. ورغم ذلك يظل النفوذ النمساوي والألماني واضحًا في المعمار والتخطيط العمراني في معظم مناطق ترانسيلفانيا.
يمكن تتبع تاريخ تلك المنطقة من خلال أديان سكانها. يتبع معظم الرومانيون مذهب الأرثوذكسية الشرقية، ولكن كنسية الروم الكاثوليك الرومانية كان لها نفوذ كبير من القرن الثامن عشر إلى القرن العشرين. يتبع معظم المجريون الكنيسة الرومانية الكاثوليكية أو الكنائس الإصلاحية، بينما يتبع عدد قليل منهم الكنيسة التوحيدية. وضمن أبناء الإثنية الألمانية في ترانسيلفانيا، كان السكسون لوثريون بصورة رئيسية منذ زمن الإصلاح، بيد أن شؤابيو الدانوب يدينون بالكاثوليكية. اتحاد رومانيا المعمداني هو ثاني أكبر كيان معمداني من نوعه في أوروبا. نمت بعض المذاهب الإنجيلية في رومانيا مثل مذهب السبتية منذ عام 1989. لم تبق أي مجتمعات مسلمة من حقبة الغزو العثماني. وكحال بقية الدول الأوروبية، ادت سياسات القرن العشرين المعادية للسامية في ترانسيلفانيا إلى انخفاض أعداد اليهود بنسبة كبيرة جراء الهولوكوست والهجرة.

## ترانسيلفانيا باعتبارها جزءًا من رومانيا

### رومانيا الكبرى
رفضت مملكة رومانيا الانضمام إلى قوى المركز في مستهل الحرب العالمية الأولى وظلت محايدة، وذلك رغم أن كلًا من الملك كارول الأول وفرديناند الأول ينحدران في نسبهما من آل هوهنتسولرن الألمانية.
في 17 أغسطس 1916، وقعت رومانيا على معاهدة سرية (معاهدة بوخارست 1916) مع دول الحلفاء (المملكة المتحدة، وفرنسا، وإيطاليا، وروسيا)، ووافق فيها الحلفاء على جعل ترانسيلفانيا وبانات وبارتيوم جزءًا من رومانيا بعد الحرب إذا ما شاركت رومانيا في الحرب في صف الحلفاء. انضمت رومانيا إلى الوفاق الثلاثي بعد التوقيع على المعاهدة وأعلنت الحرب على قوى المركز يوم 27 أغسطس. عبر جيش رومانيا سلسلة جبال كاربات متجهًا نحو ترانسيلفانيا، ما اضطر القوى المركزية إلى القتال على جبهة أخرى. شنت ألمانيا وبلجيكا هجمة مضادة في الشهر التالي على دبروجة والكاربات، ما دفع الجيش الروماني إلى التقهقر نحو رومانيا بحلول منتصف أكتوبر، ما أدى في النهاية إلى سقوط بوخارست. أدى خروج روسيا من الحرب في مارس عام 1918 بموجب معاهدة برسك ليتوفسك إلى ترك رومانيا وحيدةً في أوروبا الشرقية، وأُبرمت معاهدة سلام بين رومانيا وألمانيا في مايو (معاهدة بوخارست 1918). وبحلول منتصف عام 1918 هُزمت القوى المركزية على الجبهة الغربية، وبدأت الإمبراطورية النمساوية المجرية تتفكك. وقعت النمسا-المجر على هدنة فيلا غوستي في بادوفا في 3 نوفمبر 1918، ومن ثم أعلنت الدول الواقعة داخل النمسا-المجر استقلالها من الإمبراطورية في شهري سبتمبر وأكتوبر من نفس العام.
كان لزوجة الملك فرديناند (ماريا ملكة رومانيا التي كانت من أصل روسي وبريطاني) نفوذ كبير في تلك الفترة.

#### ما بعد الحرب العالمية الأولى
في عام 1918، انهارت الإمبراطورية النمساوية المجرية عقب هزيمة الألمان في الحرب العالمية الأولى. وفي 31 أكتوبر، نجحت ثورة النجم في بودابست في وضع الكونت ميهالي كارولي اليساري الليبرالي المؤيد للحلفاء في مركز السلطة بصفته رئيس وزراء المجر. أمر كارولي بنزع الأسلحة من الجيش المجري متأثرًا بمبدأ السلامية الذي اتبعه وودرو ويلسون. حظرت حكومة كارولي جميع المنظمات المجرية المسلحة واقتراحات الدفاع عن البلد.
استنكرت الحكومة الرومانية معاهدة بوخارست 1918 في شهر أكتوبر 1918، ودخلت الحرب من جديد في صف الحلفاء وتقدمت نحو نهر موريش في ترانسيلفانيا.
اجتمع قادة الحزب الوطني الروماني في ترانسيلفانيا وأصدروا قرارًا باللجوء لحق تقرير المصير (بناءً على مبادئ ويلسون الأربعة عشر) للشعب الروماني في ترانسيلفانيا، وأعلنوا اتحاد ترانسيلفانيا مع رومانيا. وفي نوفمبر، أخطر المجلس الوطني المركزي الروماني (الذي مثّل جميع الرومانيين في ترانسيلفانيا) حكومة بودابست بأنه سوف يتولى حكم 23 مقاطعة ترانسلفانية (وأجزاء من ثلاث مقاطعات أخرى)، وطالب باستجابة الحكومة المجرية لذلك بحلول 2 نوفمبر. رفضت الحكومة المجرية هذا الاقتراح (بعد إجراء مفاوضات مع المجلس) بدعوى أن هذا الاقتراح لا يضمن حقوق الأقليات الألمانية والمجرية في ترانسيلفانيا. وفي 1 ديسمبر في مدينة ألبا يوليا، انعقد المجلس الوطني للرومانيين في ترانسيلفانيا والمجر ومرر قرارًا يدعو فيه إلى توحيد جميع الرومانيين في دولة واحدة. وافق المجلس الوطني للألمان الترانسلفانيين ومجلس شؤابيي الدانوب في بانات على هذا الإعلان في 8 يناير 1919. بينما استجابت الجمعية العمومية المجرية في كلوج نابوكا لهذا الإعلان بتأكيد ولاء المجريين الترانسلفانيين للمجر في 22 ديسمبر 1918.
دخل الجيش الروماني ترانسيلفانيا من الشرق (بتفويض من الحلفاء) في 12 نوفمبر 1918. وفي ديسمبر وصل الجيش الروماني إلى جنوب ترانسيلفانيا، وتخطى الحد الفاصل على ضفاف نهر موريش بحلول منتصف شهر ديسمبر، ثم تقدم متجهًا نحو كلوج نابوكا بعد أن طالب دول معاهدة فيرساي بحماية الشعب الروماني في ترانسيلفانيا. أُقيمت منطقة محايدة في شهر فبراير 1919 لمنع الاشتباكات المسلحة بين الرومانيين وقوات المجر المنسحبة.